# Posthus Teatret
Posthus Teatret er et lille teater og biograf i Rådhusstræde i København, der blev etableret i 1973 af Tine Blichmann, Carsten Brandt og Mogens Elkov. Kælderteateret er opkaldt efter postkontoret der lå over scenen. Lokalerne var tidligere et gammelt ægpakkeri, som efter en renovering i 1973 åbnede med bl.a. forestillingen Jordbærmuskler (Les Fraises musclées) af den franske dramatiker Jean-Michel Ribes. Teateret var i perioder fra 2006 til 2009 lukket pga. støjgener fra diskoteket der ligger i postkontorets tidligere lokaler.

I 2016 viste Posthus Teatret dokumentarfilmen Bill Evans: Time remembered af Bruce Spiegel. Samme år åbnede biografen dørene for Sara Broos' poetiske portrætfilm Spejlinger. I 2017 kom dokumentarfilmen På sporet af Peter Pan (In search of Peter Pan) af Michael Caleb på plakaten.